# Società Sportiva Lazio 1956-1957
Questa voce raccoglie le informazioni riguardanti la Società Sportiva Lazio nelle competizioni ufficiali della stagione 1956-1957.

## Stagione
La Lazio nel campionato di Serie A 1956-1957 si classificò al terzo posto con 41 punti.

## Organigramma societario
Area direttiva
- Presidente: Costantino Tessarolo e Mario Vaselli, poi Leonardo Siliato

Area tecnica
- Allenatore: Jesse Carver

## Rosa
| N. |                   | Ruolo | Calciatore         |
| -- | ----------------- | ----- | ------------------ |
|    | Italia (bandiera) | P     | Roberto Lovati     |
|    | Italia (bandiera) | P     | Nello Orlandi      |
|    | Italia (bandiera) | D     | Giovanni Di Veroli |
|    | Italia (bandiera) | D     | Adelmo Eufemi      |
|    | Italia (bandiera) | D     | Elio Grappone      |
|    | Italia (bandiera) | D     | Nicola Lo Buono    |
|    | Italia (bandiera) | D     | Giovanni Molino    |
|    | Italia (bandiera) | D     | Alfredo Napoleoni  |
|    | Italia (bandiera) | D     | Primo Sentimenti V |
|    | Italia (bandiera) | C     | Franco Carradori   |
|    | Italia (bandiera) | C     | Mario Deotto       |
|    | Italia (bandiera) | C     | Luigi Fuin         |
|    | Italia (bandiera) | C     | Arnaldo Lucentini  |

| N. |                      | Ruolo | Calciatore        |
| -- | -------------------- | ----- | ----------------- |
|    | Italia (bandiera)    | C     | Luigi Moltrasio   |
|    | Italia (bandiera)    | C     | Umberto Pinardi   |
|    | Italia (bandiera)    | C     | Franco Zaglio     |
|    | Italia (bandiera)    | A     | Lorenzo Bettini   |
|    | Italia (bandiera)    | A     | Renzo Burini      |
|    | Italia (bandiera)    | A     | Nicola Chiricallo |
|    | Italia (bandiera)    | A     | Brunello Cocciuti |
|    | Italia (bandiera)    | A     | Giuseppe Logaglio |
|    | Italia (bandiera)    | A     | Ermes Muccinelli  |
|    | Danimarca (bandiera) | A     | Karl Aage Præst   |
|    | Svezia (bandiera)    | A     | Arne Selmosson    |
|    | Brasile (bandiera)   | A     | Humberto Tozzi    |
|    | Italia (bandiera)    | A     | Pasquale Vivolo   |

## Calciomercato
| Acquisti | Acquisti          | Acquisti   | Acquisti      |
| R.       | Nome              | da         | Modalità      |
| -------- | ----------------- | ---------- | ------------- |
| P        | Nello Orlandi     | Bari       | definitivo    |
| D        | Adelmo Eufemi     | Livorno    | fine prestito |
| D        | Elio Grappone     | Avellino   | definitivo    |
| C        | Natale Borsani    | Pro Patria | fine prestito |
| C        | Natale Borsani    | Torino     | fine prestito |
| C        | Arnaldo Lucentini | Triestina  | definitivo    |
| C        | Luigi Moltrasio   | Torino     | definitivo    |
| C        | Umberto Pinardi   | Udinese    | definitivo    |
| C        | Enrico Spinosi    | Formia     | fine prestito |
| C        | Franco Zaglio     | Cremonese  | definitivo    |
| A        | Giuseppe Logaglio | Bari       | fine prestito |
| A        | Karl Aage Præst   | Juventus   | definitivo    |
| A        | Humberto Tozzi    | Palmeiras  | definitivo    |

| Cessioni | Cessioni            | Cessioni           | Cessioni      |
| R.       | Nome                | a                  | Modalità      |
| -------- | ------------------- | ------------------ | ------------- |
| P        | Giampiero Bandini   | Triestina          | definitivo    |
| P        | Nicola Giannisi     | Casertana          | prestito      |
| P        | Aldo De Fazio       | Salernitana        | prestito      |
| D        | Francesco Antonazzi | Chinotto Neri      | definitivo    |
| D        | Attilio Giovannini  | Nissena            | definitivo    |
| D        | Renato Spurio       | Federconsorzi Roma | definitivo    |
| C        | Natale Borsani      | Torino             | prestito      |
| C        | Natale Borsani      | Atalanta           | prestito      |
| C        | Giorgio Bravi       | Taranto            | prestito      |
| C        | Enrique Martegani   | -                  | fine carriera |
| C        | Renzo Sassi         | Udinese            | definitivo    |
| C        | Enrico Spinosi      | Foligno            | definitivo    |
| C        | Angelo Villa        | SPAL               | definitivo    |
| A        | Brunello Cocciuti   | Reggina            | prestito      |
| A        | Rinaldo Olivieri    | Triestina          | definitivo    |

## Risultati

### Serie A

#### Girone di andata
| Arbitro: | Campanati (Milano) |

|  |           |                                   |
|  | Marcatori | 49’ Donino 69’, 78’ (rig.) Hamrin |

| Firenze 23 settembre 1956 2ª giornata | Fiorentina | 0 – 0 referto | Lazio | Stadio Comunale\| Arbitro: \| Seipelt \| |
| Arbitro:                              | Seipelt    |               |       |                                          |

| Arbitro: | Marchese (Frattamaggiore) |

|                           |           |  |
| Muccinelli 19’ Vivolo 46’ | Marcatori |  |

| Arbitro: | Liverani (Torino) |

|                                          |           |               |
| Pivatelli 38’ Cervellati 70’ Bonafin 79’ | Marcatori | 46’ Selmosson |

| Arbitro: | Grill |

|  |           |                               |
|  | Marcatori | 34’, 66’ Da Costa 58’ Pestrin |

| Arbitro: | Pieri (Trieste) |

|                |           |  |
| Di Giacomo 32’ | Marcatori |  |

| Arbitro: | Rigato (Mestre) |

|                              |           |                                  |
| Selmosson 43’ Muccinelli 79’ | Marcatori | 40’ Mion 81’ (aut.) Sentimenti V |

| Napoli 18 novembre 1956 8ª giornata | Napoli           | 0 – 0 referto | Lazio | Stadio della Liberazione\| Arbitro: \| Jonni (Macerata) \| |
| Arbitro:                            | Jonni (Macerata) |               |       |                                                            |

| Arbitro: | Bernardi (Bologna) |

|                                 |           |              |
| Vivolo 13’ (rig.) Carradori 67’ | Marcatori | 23’ Lindskog |

| Arbitro: | Guarnaschelli (Pavia) |

|  |           |                |
|  | Marcatori | 44’ Chiricallo |

| Arbitro: | Rigato (Mestre) |

|                                    |           |                     |
| Bean 34’ Cucchiaroni 68’ Galli 79’ | Marcatori | 17’, 57’ Chiricallo |

| Arbitro: | Lo Bello (Siracusa) |

|                             |           |  |
| Lucentini 34’ Selmosson 75’ | Marcatori |  |

| Arbitro: | Marchese (Frattamaggiore) |

|  |           |               |
|  | Marcatori | 58’ Selmosson |

| Arbitro: | Bernardi (Bologna) |

|                   |           |            |
| Vivolo 76’ (rig.) | Marcatori | 24’ Massei |

| Arbitro: | Jonni (Macerata) |

|           |           |               |
| Corso 12’ | Marcatori | 78’ Selmosson |

| Arbitro: | Pieri (Trieste) |

|  |           |               |
|  | Marcatori | 17’ Selmosson |

| Arbitro: | Guarnaschelli (Pavia) |

|                                        |           |  |
| Muccinelli 59’ Selmosson 70’ Tozzi 71’ | Marcatori |  |

#### Girone di ritorno
| Arbitro: | Marchese (Frattamaggiore) |

|                                                    |           |                                   |
| Stivanello 35’ Montico 50’ (rig.) Conti 67’ (rig.) | Marcatori | 5’ Tozzi 19’ Moltrasio 72’ Vivolo |

| Arbitro: | Pieri (Trieste) |

|                                           |           |  |
| Tozzi 45’ Vivolo 48’ (rig.) Selmosson 90’ | Marcatori |  |

| Arbitro: | Campanati (Milano) |

|                    |           |                   |
| Manente 11’ (rig.) | Marcatori | 15’ (rig.) Burini |

| Arbitro: | Rigato (Mestre) |

|                                         |           |                            |
| Vivolo 35’ Selmosson 36’ Muccinelli 58’ | Marcatori | 56’, 83’ (rig.) Cervellati |

| Arbitro: | Kainer |

|                   |           |                                 |
| Da Costa 35’, 49’ | Marcatori | 21’ (rig.) Vivolo 81’ Selmosson |

| Arbitro: | Campanati (Milano) |

|                 |           |                      |
| Villa 9’ (aut.) | Marcatori | 12’ Firotto 78’ Dido |

| Arbitro: | Stoll |

|  |           |           |
|  | Marcatori | 7’ Burini |

| Arbitro: | Liverani (Torino) |

|               |           |                 |
| Selmosson 27’ | Marcatori | 21’ (rig.) Moro |

| Arbitro: | Guarnaschelli (Pavia) |

|                                |           |  |
| Lindskog 58’ (rig.) Secchi 71’ | Marcatori |  |

| Arbitro: | Pieri (Trieste) |

|                           |           |              |
| Muccinelli 42’ Burini 48’ | Marcatori | 90’ Arrigoni |

| Arbitro: | Lo Bello (Siracusa) |

|                                  |           |  |
| Vivolo 20’ (rig.) Tozzi 45’, 50’ | Marcatori |  |

| Arbitro: | Campanati (Milano) |

|             |           |            |
| Mazzero 48’ | Marcatori | 34’ Burini |

| Arbitro: | Perego (Milano) |

|            |           |           |
| Vivolo 64’ | Marcatori | 80’ Pison |

| Arbitro: | Steiner |

|  |           |             |
|  | Marcatori | 56’ Bettini |

| Arbitro: | Jonni (Macerata) |

|                |           |                    |
| Tozzi 11’, 37’ | Marcatori | 15’, 54’ Dal Monte |

| Arbitro: | Garan |

|                          |           |                      |
| Selmosson 9’ Bettini 16’ | Marcatori | 42’ Armano 75’ Bacci |

| Arbitro: | Fornari (Bologna) |

|                               |           |                                                                          |
| Gómez 57’ Vernazza 61’ (rig.) | Marcatori | 10’ (aut.) Benedetti 14’, 83’ Tozzi 25’ Bettini 43’ Lucentini 89’ Burini |

## Statistiche

### Statistiche di squadra
| Competizione                          | Punti | In casa | In casa | In casa | In casa | In casa | In casa | In trasferta | In trasferta | In trasferta | In trasferta | In trasferta | In trasferta | Totale | Totale | Totale | Totale | Totale | Totale | DR  |
| Competizione                          | Punti | G       | V       | N       | P       | Gf      | Gs      | G            | V            | N            | P            | Gf           | Gs           | G      | V      | N      | P      | Gf     | Gs     | DR  |
| ------------------------------------- | ----- | ------- | ------- | ------- | ------- | ------- | ------- | ------------ | ------------ | ------------ | ------------ | ------------ | ------------ | ------ | ------ | ------ | ------ | ------ | ------ | --- |
| Serie A                               | 41    | 17      | 8       | 6       | 3       | 30      | 21      | 17           | 6            | 7            | 4            | 22           | 19           | 34     | 14     | 13     | 7      | 52     | 40     | +12 |
| Coppa Morumbi                         | 2     | 0       | 0       | 0       | 0       | 0       | 0       | 3            | 1            | 0            | 2            | 3            | 6            | 3      | 1      | 0      | 2      | 3      | 6      | -3  |
| Coppa del Presidente della Repubblica |       | 0       | 0       | 0       | 0       | 0       | 0       | 1            | 1            | 0            | 0            | 3            | 2            | 1      | 1      | 0      | 0      | 3      | 2      | +1  |
| Campionato Cadetti                    | 23    | 9       | 7       | 2       | 0       | 17      | 5       | 9            | 1            | 5            | 3            | 7            | 12           | 18     | 8      | 7      | 3      | 24     | 17     | +7  |
| Totale                                |       | 26      | 15      | 8       | 3       | 47      | 26      | 30           | 9            | 12           | 9            | 35           | 39           | 56     | 24     | 20     | 12     | 82     | 65     | +17 |

### Statistiche dei giocatori
Nel conteggio delle reti realizzate si aggiungano due autoreti a favore in campionato e due autoreti a favore nel Campionato Cadetti.
| Giocatore          | Serie A  | Serie A | Coppa Morumbi | Coppa Morumbi | Coppa Presidente Repubblica | Coppa Presidente Repubblica | Campionato Cadetti | Campionato Cadetti | Totale   | Totale |
| Giocatore          | Presenze | Reti    | Presenze      | Reti          | Presenze                    | Reti                        | Presenze           | Reti               | Presenze | Reti   |
| ------------------ | -------- | ------- | ------------- | ------------- | --------------------------- | --------------------------- | ------------------ | ------------------ | -------- | ------ |
| P. Baratelli       | -        | -       | -             | -             | -                           | -                           | 1                  | 1                  | 1        | 1      |
| L. Bettini         | 9        | 3       | 1             | 0             | -                           | -                           | 9                  | 4                  | 19       | 7      |
| A. Biancolin       | -        | -       | -             | -             | -                           | -                           | 1                  | 0                  | 1        | 0      |
| R. Burini          | 18       | 5       | -             | -             | -                           | -                           | 10                 | 2                  | 28       | 7      |
| F. Carradori       | 21       | 1       | 3             | 0             | 1                           | 0                           | 5                  | 0                  | 30       | 1      |
| N. Chiricallo      | 8        | 3       | 3             | 1             | 1                           | 0                           | 13                 | 3                  | 25       | 7      |
| G. Ciucci Giuliani | -        | -       | -             | -             | -                           | -                           | 1                  | 0                  | 1        | 0      |
| B. Cocciuti        | -        | -       | -             | -             | -                           | -                           | 8                  | 0                  | 8        | 0      |
| B. Colagiovanni    | -        | -       | -             | -             | -                           | -                           | 5                  | 0                  | 5        | 0      |
| M. Deotto          | -        | -       | -             | -             | -                           | -                           | 8                  | 2                  | 8        | 2      |
| C. Dodi            | -        | -       | -             | -             | -                           | -                           | 1                  | 0                  | 1        | 0      |
| L. Dubois          | -        | -       | -             | -             | -                           | -                           | 1                  | 0                  | 1        | 0      |
| G. Di Veroli       | -        | -       | -             | -             | -                           | -                           | -                  | -                  | -        | -      |
| A. Eufemi          | 22       | 0       | -             | -             | -                           | -                           | 6                  | 0                  | 28       | 0      |
| L. Fuin            | 13       | 0       | -             | -             | 1                           | 0                           | 2                  | 0                  | 16       | 0      |
| N. Giannisi        | -        | -       | -             | -             | -                           | -                           | -                  | -                  | -        | -      |
| E. Grappone        | -        | -       | -             | -             | -                           | -                           | 17                 | 0                  | 17       | 0      |
| N. Lo Buono        | 7        | 0       | 3             | 0             | 1                           | 0                           | 15                 | 0                  | 26       | 0      |
| G. Logaglio        | -        | -       | -             | -             | -                           | -                           | 7                  | 1                  | 7        | 1      |
| R. Lovati          | 34       | -40     | 3             | -6            | 1                           | -1                          | -                  | -                  | 38       | -47    |
| A. Lucentini       | 8        | 2       | 3             | 0             | 1                           | 0                           | 14                 | 1                  | 26       | 3      |
| C. Mattei          | -        | -       | -             | -             | -                           | -                           | 1                  | 0                  | 1        | 0      |
| A. Mattioli        | -        | -       | -             | -             | -                           | -                           | 3                  | 0                  | 3        | 0      |
| G. Molino          | 34       | 0       | 3             | 0             | 1                           | 0                           | 1                  | 0                  | 39       | 0      |
| L. Moltrasio       | 29       | 1       | 1             | 0             | 1                           | 0                           | 5                  | 0                  | 36       | 1      |
| E. Muccinelli      | 29       | 5       | -             | -             | 1                           | 0                           | 1                  | 1                  | 31       | 6      |
| A. Napoleoni       | -        | -       | 2             | 0             | -                           | -                           | 14                 | 0                  | 16       | 0      |
| N. Orlandi         | -        | -       | -             | -             | 1                           | -1                          | 18                 | -17                | 19       | -18    |
| U. Pinardi         | 29       | 0       | 3             | 0             | 1                           | 0                           | 3                  | 0                  | 36       | 0      |
| K.A. Præst         | 7        | 0       | -             | -             | 1                           | 0                           | 14                 | 3                  | 22       | 3      |
| V. Priori          | -        | -       | -             | -             | -                           | -                           | 1                  | 0                  | 1        | 0      |
| H. Rosa            | -        | -       | 3             | 1             | -                           | -                           | -                  | -                  | 3        | 1      |
| G. Rambotti        | -        | -       | -             | -             | -                           | -                           | 10                 | 0                  | 10       | 0      |
| A. Selmosson       | 34       | 12      | -             | -             | 1                           | 0                           | 2                  | 1                  | 37       | 13     |
| P. Sentimenti V    | 25       | 0       | -             | -             | -                           | -                           | 1                  | 0                  | 26       | 0      |
| H. Tozzi           | 19       | 9       | 3             | 1             | 1                           | 1                           | 1                  | 0                  | 24       | 11     |
| P. Vivolo          | 28       | 9       | -             | -             | 1                           | 1                           | -                  | -                  | 29       | 10     |
| F. Zaglio          | -        | -       | 3             | 0             | 1                           | 1                           | 15                 | 3                  | 19       | 4      |

## Riserve
La squadra riserve della Lazio ha disputato nella stagione 1956-1957 il Campionato Cadetti.

### Rosa
| N. |                   | Ruolo | Calciatore           |
| -- | ----------------- | ----- | -------------------- |
|    | Italia (bandiera) | P     | Nello Orlandi        |
|    | Italia (bandiera) | P     | Nicola Giannisi      |
|    | Italia (bandiera) | D     | Gino Ciucci Giuliani |
|    | Italia (bandiera) | C     | Adelmo Eufemi        |
|    | Italia (bandiera) | D     | Elio Grappone        |
|    | Italia (bandiera) | D     | Nicola Lo Buono      |
|    | Italia (bandiera) | D     | Giovanni Molino      |
|    | Italia (bandiera) | D     | Alfredo Napoleoni    |
|    | Italia (bandiera) | D     | Gabriele Rambotti    |
|    | Italia (bandiera) | D     | Primo Sentimenti V   |
|    | Italia (bandiera) | C     | Franco Carradori     |
|    | Italia (bandiera) | C     | Bruno Colagiovanni   |
|    | Italia (bandiera) | C     | Mario Deotto         |
|    | Italia (bandiera) | C     | Carlo Dodi           |
|    | Italia (bandiera) | C     | Luigi Dubois         |
|    | Italia (bandiera) | C     | Luigi Fuin           |
|    | Italia (bandiera) | C     | Arnaldo Lucentini    |

| N. |                      | Ruolo | Calciatore           |
| -- | -------------------- | ----- | -------------------- |
|    | Italia (bandiera)    | C     | Antonio Mattioli     |
|    | Italia (bandiera)    | C     | Luigi Moltrasio      |
|    | Italia (bandiera)    | C     | Umberto Pinardi      |
|    | Italia (bandiera)    | C     | Franco Zaglio        |
|    | Italia (bandiera)    | A     | Piero Baratelli      |
|    | Italia (bandiera)    | A     | Lorenzo Bettini      |
|    | Italia (bandiera)    | A     | Alessandro Biancolin |
|    | Italia (bandiera)    | A     | Renzo Burini         |
|    | Italia (bandiera)    | A     | Nicola Chiricallo    |
|    | Italia (bandiera)    | A     | Brunello Cocciuti    |
|    | Italia (bandiera)    | A     | Giuseppe Logaglio    |
|    | Italia (bandiera)    | A     | Clemente Mattei      |
|    | Italia (bandiera)    | A     | Ermes Muccinelli     |
|    | Danimarca (bandiera) | A     | Karl Aage Præst      |
|    | Italia (bandiera)    | A     | Vittorio Priori      |
|    | Svezia (bandiera)    | A     | Arne Selmosson       |
|    | Brasile (bandiera)   | A     | Humberto Tozzi       |